# Moab Is My Washpot
Moab Is My Washpot (voor het eerst uitgegeven in 1997) is Stephen Fry’s autobiografie, die de roerige eerste 20 jaar van zijn leven beslaat.
In het boek is Fry eerlijk over zijn vele zwaktes, inclusief stelen, liegen en bedriegen. Een deel van het boek komt overeen met Fry's eerste roman The Liar (1992). Daarin wordt Adrian Healey, student aan de Universiteit van Cambridge, verliefd op Hugo Cartwright, een mooie jongeman. In de autobiografie wordt de 14-jarige Fry verliefd op Matthew Osborne - de naam is gewijzigd om de betrokkene niet in moeilijkheden te brengen.
Naast de aandacht die hij besteedt aan zijn eerste grote liefde, schrijft Fry onder meer over zijn oudere broer Roger, Jo Wood, zijn beste vriend op een van de public schools waar Fry op zat, en Oliver Derwent, een prefect op zijn school, die Fry "verleidt". De gebeurtenissen in het boek beslaan naast Fry's rumoerige schoolperiode ook de tijd waarin hij na het stelen van een creditcard en het gebruiken daarvan, in de gevangenis belandt.
De titel is een citaat uit de Bijbel (Ps 60:8 en 108:9 in de King James Version), in de Nederlandstalige Nieuwe Bijbelvertaling vertaald met "Moab is mijn wasbekken" (Ps 60:10 en 108:10).